# Distrito de Barabanki
Barabanki (en hindi; बाराबंकी ज़िला, urdu; بارابنکی ضلع) es un distrito de India en el estado de Uttar Pradesh. Código ISO: IN.UP.BB.
Comprende una superficie de 3 825 km².
El centro administrativo es la ciudad de Barabanki.

## Demografía
Según censo 2011 contaba con una población total de 3 257 983 habitantes.